# Powiat Sanocki
Der Powiat Sanocki ist ein Powiat (Kreis) in der polnischen Woiwodschaft Karpatenvorland. 

## Gemeinden
Der Powiat umfasst acht Gemeinden, davon eine Stadtgemeinde, eine Stadt-und-Land-Gemeinde sowie sechs Landgemeinden.

### Stadtgemeinde
- Sanok

### Stadt-und-Land-Gemeinde
- Zagórz

### Landgemeinde
- Besko
- Bukowsko
- Komańcza
- Sanok
- Tyrawa Wołoska
- Zarszyn

## Städte
- Sanok
- Zagórz.

## Vorgeschichte
- Landkreis Sanok
- Kreis Sanok
- Sanoker Land.